# Rajdowe Samochodowe Mistrzostwa Polski 2013
Ten artykuł dotyczy sezonu 2013 Rajdowych Samochodowych Mistrzostw Polski.

## Kalendarz
| Runda | Data          | Rajd                      | Baza           | Nawierzchnia | Dod. kat. | Zwycięzca            |        |
| ----- | ------------- | ------------------------- | -------------- | ------------ | --------- | -------------------- | ------ |
| 1     | 12.04 – 14.04 | 41. Rajd Świdnicki Krause | Świdnica       | asfalt       |           | Kajetan Kajetanowicz | Wyniki |
| 2     | 23.05 – 25.05 | 59. Rajd Wisły            | Wisła, Istebna | asfalt       |           | Kajetan Kajetanowicz | Wyniki |
| 3     | 5.07 – 7.07   | 28. Rajd Karkonoski       | Jelenia Góra   | asfalt       |           | Kajetan Kajetanowicz | Wyniki |
| 4     | 8.08 – 10.08  | 22. Rajd Rzeszowski       | Rzeszów        | asfalt       | ERC CEZ   | Kajetan Kajetanowicz | Wyniki |
| 5     | 23.08 – 25.08 | 40. Rally Kauno Ruduo     | Kowno          | szuter       | RML       | Kajetan Kajetanowicz | Wyniki |
| 6     | 13.09 – 15.09 | 70. Rajd Polski           | Mikołajki      | szuter       | ERC, RML  | Kajetan Kajetanowicz | Wyniki |
| 7     | 17.10 – 19.10 | 23. Rajd Dolnośląski      | Polanica-Zdrój | asfalt       |           | Łukasz Habaj         | Wyniki |

## Klasyfikacje

### Klasyfikacja generalna kierowców[1]
We wszystkich rundach prowadzona była osobna klasyfikacja dla dwóch dni rajdu (etapów), w której punkty przyznawano według klucza 15-12-10-8-6-5-4-3-2-1. Ponadto zawodnikom, którzy ukończyli rajd bez korzystania z systemu Rally 2, przyznawano dodatkowe punkty ze względu na klasyfikację generalną całego rajdu według takiego samego klucza 15-12-10-8-6-5-4-3-2-1. W przypadku, gdyby do danego rajdu zgłosiło się mniej niż 10 załóg, klucz punktacji w takim rajdzie zostałby zmieniony. Zawodnicy, którzy wycofali się w drugim dniu rajdu, nie otrzymywali punktów za dzień pierwszy (nie byli klasyfikowani w rajdzie). Do klasyfikacji wliczanych było 6 z 7 najlepszych wyników (licząc według zdobyczy punktowych w każdym rajdzie). Nie są wliczani kierowcy, którzy nie zostali sklasyfikowani w minimum trzech etapach (dniach rajdu).
| Poz. | Kierowca                                | Świdnicki                               | Świdnicki                               | Świdnicki                               | Wisły                                   | Wisły                                                                       | Wisły                                                                       | Karkonoski                                                                  | Karkonoski                                                                  | Karkonoski                                                                  | Rzeszowski                                                                  | Rzeszowski                                                                  | Rzeszowski                                                                  | Kauno Ruduo                                                                 | Kauno Ruduo                                                                 | Kauno Ruduo                                                                 | Polski                                                                      | Polski                                                                      | Polski                                                                      | Dolnośląski                                                                 | Dolnośląski                                                                 | Dolnośląski                                                                 | Suma punktów                                                                |
| Poz. | Kierowca                                | D1                                      | D2                                      | G                                       | D1                                      | D2                                                                          | G                                                                           | D1                                                                          | D2                                                                          | G                                                                           | D1                                                                          | D2                                                                          | G                                                                           | D1                                                                          | D2                                                                          | G                                                                           | D1                                                                          | D2                                                                          | G                                                                           | D1                                                                          | D2                                                                          | G                                                                           | Suma punktów                                                                |
| ---- | --------------------------------------- | --------------------------------------- | --------------------------------------- | --------------------------------------- | --------------------------------------- | --------------------------------------------------------------------------- | --------------------------------------------------------------------------- | --------------------------------------------------------------------------- | --------------------------------------------------------------------------- | --------------------------------------------------------------------------- | --------------------------------------------------------------------------- | --------------------------------------------------------------------------- | --------------------------------------------------------------------------- | --------------------------------------------------------------------------- | --------------------------------------------------------------------------- | --------------------------------------------------------------------------- | --------------------------------------------------------------------------- | --------------------------------------------------------------------------- | --------------------------------------------------------------------------- | --------------------------------------------------------------------------- | --------------------------------------------------------------------------- | --------------------------------------------------------------------------- | --------------------------------------------------------------------------- |
| 1    | Kajetan Kajetanowicz                    | 1                                       | 2                                       | 1                                       | 1                                       | 1                                                                           | 1                                                                           | 1                                                                           | 1                                                                           | 1                                                                           | 2                                                                           | 1                                                                           | 1                                                                           | 1                                                                           | 3                                                                           | 1                                                                           | 2                                                                           | 1                                                                           | 1                                                                           |                                                                             |                                                                             |                                                                             | 256                                                                         |
| 2    | Maciej Rzeźnik                          | 4                                       | 3                                       | 4                                       | 2                                       | 5                                                                           | 2                                                                           | 5                                                                           | 4                                                                           | 4                                                                           | 3                                                                           | 2                                                                           | 2                                                                           | 3                                                                           | 2                                                                           | 3                                                                           | (8)                                                                         | (NU)                                                                        |                                                                             | 2                                                                           | 8                                                                           | 4                                                                           | 167                                                                         |
| 3    | Wojciech Chuchała                       | 2                                       | 1                                       | 2                                       | NU                                      | 2                                                                           |                                                                             | 2                                                                           | 2                                                                           | 2                                                                           |                                                                             |                                                                             |                                                                             | 2                                                                           | 1                                                                           | 2                                                                           | 10                                                                          | 8                                                                           | 8                                                                           | 3                                                                           | 3                                                                           | 3                                                                           | 163                                                                         |
| 4    | Tomasz Kuchar                           | 3                                       | 4                                       | 3                                       | 4                                       | 4                                                                           | 3                                                                           | 4                                                                           | 3                                                                           | 3                                                                           | 6                                                                           | 6                                                                           | 6                                                                           | NU                                                                          |                                                                             |                                                                             | NU                                                                          | 9                                                                           |                                                                             | 5                                                                           | 1                                                                           | 2                                                                           | 132                                                                         |
| 5    | Łukasz Habaj                            | 6                                       | 5                                       | 6                                       | 3                                       | NU                                                                          |                                                                             | 3                                                                           | 5                                                                           | 5                                                                           | 5                                                                           | NU                                                                          |                                                                             |                                                                             |                                                                             |                                                                             | NU                                                                          |                                                                             |                                                                             | 1                                                                           | 2                                                                           | 1                                                                           | 96                                                                          |
| 6    | Maciej Oleksowicz                       | 5                                       | 6                                       | 5                                       | 5                                       | 3                                                                           | 4                                                                           | 6                                                                           | 7                                                                           | 6                                                                           | 8                                                                           | 3                                                                           | 5                                                                           | NU                                                                          |                                                                             |                                                                             | 7                                                                           | 6                                                                           | 7                                                                           | 4                                                                           | NU                                                                          |                                                                             | 95                                                                          |
| 7    | Michał Bębenek                          | 34                                      | 8                                       | 32                                      | 6                                       | NU                                                                          |                                                                             | 10                                                                          | 8                                                                           | 8                                                                           | 4                                                                           | 5                                                                           | 4                                                                           | 4                                                                           | 4                                                                           | 4                                                                           | 9                                                                           | NU                                                                          |                                                                             | NU                                                                          |                                                                             |                                                                             | 63                                                                          |
| 8    | Bryan Bouffier                          |                                         |                                         |                                         | NU                                      |                                                                             |                                                                             | 9                                                                           | 9                                                                           | 9                                                                           | 9                                                                           | 7                                                                           | 7                                                                           |                                                                             |                                                                             |                                                                             | 1                                                                           | 2                                                                           | 2                                                                           |                                                                             |                                                                             |                                                                             | 55                                                                          |
| 9    | Jan Chmielewski                         | 10                                      | 11                                      | 10                                      | 9                                       | 8                                                                           | 6                                                                           | 11                                                                          | 10                                                                          | 10                                                                          | 10                                                                          | NU                                                                          |                                                                             | 6                                                                           | 5                                                                           | 5                                                                           | (14)                                                                        | (13)                                                                        | (11)                                                                        | 8                                                                           | 6                                                                           | 7                                                                           | 44                                                                          |
| 10   | Jarosław Kołtun                         | 7                                       | 7                                       | 7                                       | 19                                      | 6                                                                           | 10                                                                          | 7                                                                           | 6                                                                           | 7                                                                           | 7                                                                           | NU                                                                          |                                                                             |                                                                             |                                                                             |                                                                             | NK                                                                          | NK                                                                          | NK                                                                          |                                                                             |                                                                             |                                                                             | 35                                                                          |
| 11   | Mariusz Nowocień                        | 8                                       | 9                                       | 8                                       | 11                                      | 11                                                                          | 9                                                                           | 13                                                                          | 14                                                                          | 13                                                                          | NU                                                                          | 32                                                                          |                                                                             |                                                                             |                                                                             |                                                                             | NU                                                                          |                                                                             |                                                                             | 7                                                                           | 4                                                                           | 6                                                                           | 27                                                                          |
| 12   | Tomasz Gryc                             | 13                                      | 24                                      | 15                                      | NU                                      |                                                                             |                                                                             | 15                                                                          | 11                                                                          | 12                                                                          | 17                                                                          | 23                                                                          | 17                                                                          | 7                                                                           | 8                                                                           | 7                                                                           | NK                                                                          | NU                                                                          |                                                                             | 6                                                                           | 7                                                                           | 5                                                                           | 26                                                                          |
| 13   | Radosław Raczkowski                     | 19                                      | 29                                      | 20                                      | 10                                      | 9                                                                           | 7                                                                           | 17                                                                          | NU                                                                          |                                                                             |                                                                             |                                                                             |                                                                             | 5                                                                           | 6                                                                           | 6                                                                           | 12                                                                          | 11                                                                          | 10                                                                          | NU                                                                          |                                                                             |                                                                             | 24                                                                          |
| 14   | Tomasz Czopik                           | NK                                      |                                         |                                         | 7                                       | 7                                                                           | 5                                                                           | 8                                                                           | NU                                                                          |                                                                             | NU                                                                          | 8                                                                           |                                                                             |                                                                             |                                                                             |                                                                             |                                                                             |                                                                             |                                                                             |                                                                             |                                                                             |                                                                             | 20                                                                          |
| 15   | Szymon Kornicki                         | 11                                      | 12                                      | 11                                      | 27                                      | 12                                                                          | 16                                                                          | 14                                                                          | 12                                                                          | 11                                                                          | 12                                                                          | 9                                                                           | 9                                                                           | 8                                                                           | 7                                                                           | 8                                                                           | NK                                                                          | NU                                                                          |                                                                             | NU                                                                          | 5                                                                           |                                                                             | 20                                                                          |
| 16   | Marcin Gagacki                          | 9                                       | 10                                      | 9                                       | 13                                      | 10                                                                          | 8                                                                           | 16                                                                          | 18                                                                          | 15                                                                          | 19                                                                          | 11                                                                          | 12                                                                          |                                                                             |                                                                             |                                                                             | 11                                                                          | 10                                                                          | 9                                                                           |                                                                             |                                                                             |                                                                             | 12                                                                          |
| 17   | Aleksander Zawada                       | 16                                      | 15                                      | 16                                      | 16                                      | 16                                                                          | 12                                                                          | 19                                                                          | 15                                                                          | 14                                                                          | 11                                                                          | 10                                                                          | 8                                                                           | 9                                                                           | 9                                                                           | 9                                                                           | 13                                                                          | NU                                                                          |                                                                             | NK                                                                          | NU                                                                          |                                                                             | 10                                                                          |
| 18   | Sylwester Płachytka                     | 31                                      | 22                                      | 28                                      |                                         |                                                                             |                                                                             | 22                                                                          | 17                                                                          | 17                                                                          | 28                                                                          | 15                                                                          | 22                                                                          | 11                                                                          | 11                                                                          | 11                                                                          | 25                                                                          | NU                                                                          |                                                                             | 9                                                                           | 9                                                                           | 8                                                                           | 7                                                                           |
| 19   | Aron Domżała                            | 29                                      | 21                                      | 24                                      |                                         |                                                                             |                                                                             |                                                                             |                                                                             |                                                                             |                                                                             |                                                                             |                                                                             | 10                                                                          | 10                                                                          | 10                                                                          | NK                                                                          | NK                                                                          | NK                                                                          |                                                                             |                                                                             |                                                                             | 3                                                                           |
| 20   | Radosław Typa                           | 15                                      | 13                                      | 13                                      | 8                                       | NU                                                                          |                                                                             | NU                                                                          | 13                                                                          |                                                                             | NU                                                                          |                                                                             |                                                                             |                                                                             |                                                                             |                                                                             | 15                                                                          | 15                                                                          | 13                                                                          |                                                                             |                                                                             |                                                                             | 3                                                                           |
| 21   | Tomasz Kasperczyk                       | 35                                      | 25                                      | 34                                      | 22                                      | 15                                                                          | 14                                                                          | 24                                                                          | 24                                                                          | 22                                                                          | 18                                                                          | NU                                                                          |                                                                             | 13                                                                          | 13                                                                          | 13                                                                          | NK                                                                          | NU                                                                          |                                                                             | 12                                                                          | 12                                                                          | 9                                                                           | 2                                                                           |
| 22   | Paweł "Felix" Danilczuk                 | 21                                      | 28                                      | 21                                      | 12                                      | 14                                                                          | 11                                                                          | 18                                                                          | 22                                                                          | 16                                                                          | 13                                                                          | 12                                                                          | 10                                                                          |                                                                             |                                                                             |                                                                             | NU                                                                          | 12                                                                          |                                                                             | 11                                                                          | 16                                                                          | 10                                                                          | 2                                                                           |
| 23   | Dariusz Poloński                        | NU                                      | 20                                      |                                         |                                         |                                                                             |                                                                             | 21                                                                          | 19                                                                          | 19                                                                          | 25                                                                          | 17                                                                          | 18                                                                          |                                                                             |                                                                             |                                                                             | NU                                                                          | 17                                                                          |                                                                             | 14                                                                          | 10                                                                          | 11                                                                          | 1                                                                           |
| 24   | Marcin Scheffler                        | 17                                      | 16                                      | 17                                      |                                         |                                                                             |                                                                             | 26                                                                          | 23                                                                          | 23                                                                          | 15                                                                          | 14                                                                          | 13                                                                          |                                                                             |                                                                             |                                                                             | 17                                                                          | 16                                                                          | 14                                                                          | 10                                                                          | 18                                                                          | 13                                                                          | 1                                                                           |
| NK   | Grzegorz Grzyb                          | NU                                      |                                         |                                         |                                         |                                                                             |                                                                             |                                                                             |                                                                             |                                                                             | 1                                                                           | 4                                                                           | 3                                                                           |                                                                             |                                                                             |                                                                             | NU                                                                          |                                                                             |                                                                             |                                                                             |                                                                             |                                                                             | (33)                                                                        |
| NK   | Michał Kościuszko                       |                                         |                                         |                                         |                                         |                                                                             |                                                                             |                                                                             |                                                                             |                                                                             |                                                                             |                                                                             |                                                                             |                                                                             |                                                                             |                                                                             | 5                                                                           | 3                                                                           | 3                                                                           |                                                                             |                                                                             |                                                                             | (26)                                                                        |
| NK   | Krzysztof Hołowczyc                     |                                         |                                         |                                         |                                         |                                                                             |                                                                             |                                                                             |                                                                             |                                                                             |                                                                             |                                                                             |                                                                             |                                                                             |                                                                             |                                                                             | 4                                                                           | 4                                                                           | 4                                                                           |                                                                             |                                                                             |                                                                             | (24)                                                                        |
| NK   | Michał Sołowow                          |                                         |                                         |                                         |                                         |                                                                             |                                                                             |                                                                             |                                                                             |                                                                             |                                                                             |                                                                             |                                                                             |                                                                             |                                                                             |                                                                             | 3                                                                           | 7                                                                           | 5                                                                           |                                                                             |                                                                             |                                                                             | (20)                                                                        |
| NK   | Zbigniew Staniszewski                   |                                         |                                         |                                         |                                         |                                                                             |                                                                             |                                                                             |                                                                             |                                                                             |                                                                             |                                                                             |                                                                             |                                                                             |                                                                             |                                                                             | 6                                                                           | 5                                                                           | 6                                                                           |                                                                             |                                                                             |                                                                             | (16)                                                                        |
|      | Klucz punktacji: 15-12-10-8-6-5-4-3-2-1 | Klucz punktacji: 15-12-10-8-6-5-4-3-2-1 | Klucz punktacji: 15-12-10-8-6-5-4-3-2-1 | Klucz punktacji: 15-12-10-8-6-5-4-3-2-1 | Klucz punktacji: 15-12-10-8-6-5-4-3-2-1 | Oznaczenia: NU – nie ukończył, DK – dyskwalifikacja, NK – niesklasyfikowany | Oznaczenia: NU – nie ukończył, DK – dyskwalifikacja, NK – niesklasyfikowany | Oznaczenia: NU – nie ukończył, DK – dyskwalifikacja, NK – niesklasyfikowany | Oznaczenia: NU – nie ukończył, DK – dyskwalifikacja, NK – niesklasyfikowany | Oznaczenia: NU – nie ukończył, DK – dyskwalifikacja, NK – niesklasyfikowany | Oznaczenia: NU – nie ukończył, DK – dyskwalifikacja, NK – niesklasyfikowany | Oznaczenia: NU – nie ukończył, DK – dyskwalifikacja, NK – niesklasyfikowany | Oznaczenia: NU – nie ukończył, DK – dyskwalifikacja, NK – niesklasyfikowany | Oznaczenia: NU – nie ukończył, DK – dyskwalifikacja, NK – niesklasyfikowany | Oznaczenia: NU – nie ukończył, DK – dyskwalifikacja, NK – niesklasyfikowany | Oznaczenia: NU – nie ukończył, DK – dyskwalifikacja, NK – niesklasyfikowany | Oznaczenia: NU – nie ukończył, DK – dyskwalifikacja, NK – niesklasyfikowany | Oznaczenia: NU – nie ukończył, DK – dyskwalifikacja, NK – niesklasyfikowany | Oznaczenia: NU – nie ukończył, DK – dyskwalifikacja, NK – niesklasyfikowany | Oznaczenia: NU – nie ukończył, DK – dyskwalifikacja, NK – niesklasyfikowany | Oznaczenia: NU – nie ukończył, DK – dyskwalifikacja, NK – niesklasyfikowany | Oznaczenia: NU – nie ukończył, DK – dyskwalifikacja, NK – niesklasyfikowany | Oznaczenia: NU – nie ukończył, DK – dyskwalifikacja, NK – niesklasyfikowany |

| Kolor     | Opis                   |
| --------- | ---------------------- |
| Złoty     | Zwycięzca              |
| Srebrny   | 2. miejsce             |
| Brązowy   | 3. miejsce             |
| Zielony   | Punktowane miejsce     |
| Niebieski | Ukończył nie punktował |
| Fioletowy | Nie ukończył NU        |
| Czarny    | Wykluczony X           |
| Biały     | Nie wystartował NW     |
| Puste     | Nie brał udziału       |

| Poz. | Kierowca                                | Świdnicki                               | Świdnicki                               | Świdnicki                               | Wisły                                   | Wisły                                                                       | Wisły                                                                       | Karkonoski                                                                  | Karkonoski                                                                  | Karkonoski                                                                  | Rzeszowski                                                                  | Rzeszowski                                                                  | Rzeszowski                                                                  | Kauno Ruduo                                                                 | Kauno Ruduo                                                                 | Kauno Ruduo                                                                 | Polski                                                                      | Polski                                                                      | Polski                                                                      | Dolnośląski                                                                 | Dolnośląski                                                                 | Dolnośląski                                                                 | Suma punktów                                                                |
| Poz. | Kierowca                                | D1                                      | D2                                      | G                                       | D1                                      | D2                                                                          | G                                                                           | D1                                                                          | D2                                                                          | G                                                                           | D1                                                                          | D2                                                                          | G                                                                           | D1                                                                          | D2                                                                          | G                                                                           | D1                                                                          | D2                                                                          | G                                                                           | D1                                                                          | D2                                                                          | G                                                                           | Suma punktów                                                                |
| ---- | --------------------------------------- | --------------------------------------- | --------------------------------------- | --------------------------------------- | --------------------------------------- | --------------------------------------------------------------------------- | --------------------------------------------------------------------------- | --------------------------------------------------------------------------- | --------------------------------------------------------------------------- | --------------------------------------------------------------------------- | --------------------------------------------------------------------------- | --------------------------------------------------------------------------- | --------------------------------------------------------------------------- | --------------------------------------------------------------------------- | --------------------------------------------------------------------------- | --------------------------------------------------------------------------- | --------------------------------------------------------------------------- | --------------------------------------------------------------------------- | --------------------------------------------------------------------------- | --------------------------------------------------------------------------- | --------------------------------------------------------------------------- | --------------------------------------------------------------------------- | --------------------------------------------------------------------------- |
| 1    | Kajetan Kajetanowicz                    | 1                                       | 2                                       | 1                                       | 1                                       | 1                                                                           | 1                                                                           | 1                                                                           | 1                                                                           | 1                                                                           | 2                                                                           | 1                                                                           | 1                                                                           | 1                                                                           | 3                                                                           | 1                                                                           | 2                                                                           | 1                                                                           | 1                                                                           |                                                                             |                                                                             |                                                                             | 256                                                                         |
| 2    | Maciej Rzeźnik                          | 4                                       | 3                                       | 4                                       | 2                                       | 5                                                                           | 2                                                                           | 5                                                                           | 4                                                                           | 4                                                                           | 3                                                                           | 2                                                                           | 2                                                                           | 3                                                                           | 2                                                                           | 3                                                                           | (8)                                                                         | (NU)                                                                        |                                                                             | 2                                                                           | 8                                                                           | 4                                                                           | 167                                                                         |
| 3    | Wojciech Chuchała                       | 2                                       | 1                                       | 2                                       | NU                                      | 2                                                                           |                                                                             | 2                                                                           | 2                                                                           | 2                                                                           |                                                                             |                                                                             |                                                                             | 2                                                                           | 1                                                                           | 2                                                                           | 10                                                                          | 8                                                                           | 8                                                                           | 3                                                                           | 3                                                                           | 3                                                                           | 163                                                                         |
| 4    | Tomasz Kuchar                           | 3                                       | 4                                       | 3                                       | 4                                       | 4                                                                           | 3                                                                           | 4                                                                           | 3                                                                           | 3                                                                           | 6                                                                           | 6                                                                           | 6                                                                           | NU                                                                          |                                                                             |                                                                             | NU                                                                          | 9                                                                           |                                                                             | 5                                                                           | 1                                                                           | 2                                                                           | 132                                                                         |
| 5    | Łukasz Habaj                            | 6                                       | 5                                       | 6                                       | 3                                       | NU                                                                          |                                                                             | 3                                                                           | 5                                                                           | 5                                                                           | 5                                                                           | NU                                                                          |                                                                             |                                                                             |                                                                             |                                                                             | NU                                                                          |                                                                             |                                                                             | 1                                                                           | 2                                                                           | 1                                                                           | 96                                                                          |
| 6    | Maciej Oleksowicz                       | 5                                       | 6                                       | 5                                       | 5                                       | 3                                                                           | 4                                                                           | 6                                                                           | 7                                                                           | 6                                                                           | 8                                                                           | 3                                                                           | 5                                                                           | NU                                                                          |                                                                             |                                                                             | 7                                                                           | 6                                                                           | 7                                                                           | 4                                                                           | NU                                                                          |                                                                             | 95                                                                          |
| 7    | Michał Bębenek                          | 34                                      | 8                                       | 32                                      | 6                                       | NU                                                                          |                                                                             | 10                                                                          | 8                                                                           | 8                                                                           | 4                                                                           | 5                                                                           | 4                                                                           | 4                                                                           | 4                                                                           | 4                                                                           | 9                                                                           | NU                                                                          |                                                                             | NU                                                                          |                                                                             |                                                                             | 63                                                                          |
| 8    | Bryan Bouffier                          |                                         |                                         |                                         | NU                                      |                                                                             |                                                                             | 9                                                                           | 9                                                                           | 9                                                                           | 9                                                                           | 7                                                                           | 7                                                                           |                                                                             |                                                                             |                                                                             | 1                                                                           | 2                                                                           | 2                                                                           |                                                                             |                                                                             |                                                                             | 55                                                                          |
| 9    | Jan Chmielewski                         | 10                                      | 11                                      | 10                                      | 9                                       | 8                                                                           | 6                                                                           | 11                                                                          | 10                                                                          | 10                                                                          | 10                                                                          | NU                                                                          |                                                                             | 6                                                                           | 5                                                                           | 5                                                                           | (14)                                                                        | (13)                                                                        | (11)                                                                        | 8                                                                           | 6                                                                           | 7                                                                           | 44                                                                          |
| 10   | Jarosław Kołtun                         | 7                                       | 7                                       | 7                                       | 19                                      | 6                                                                           | 10                                                                          | 7                                                                           | 6                                                                           | 7                                                                           | 7                                                                           | NU                                                                          |                                                                             |                                                                             |                                                                             |                                                                             | NK                                                                          | NK                                                                          | NK                                                                          |                                                                             |                                                                             |                                                                             | 35                                                                          |
| 11   | Mariusz Nowocień                        | 8                                       | 9                                       | 8                                       | 11                                      | 11                                                                          | 9                                                                           | 13                                                                          | 14                                                                          | 13                                                                          | NU                                                                          | 32                                                                          |                                                                             |                                                                             |                                                                             |                                                                             | NU                                                                          |                                                                             |                                                                             | 7                                                                           | 4                                                                           | 6                                                                           | 27                                                                          |
| 12   | Tomasz Gryc                             | 13                                      | 24                                      | 15                                      | NU                                      |                                                                             |                                                                             | 15                                                                          | 11                                                                          | 12                                                                          | 17                                                                          | 23                                                                          | 17                                                                          | 7                                                                           | 8                                                                           | 7                                                                           | NK                                                                          | NU                                                                          |                                                                             | 6                                                                           | 7                                                                           | 5                                                                           | 26                                                                          |
| 13   | Radosław Raczkowski                     | 19                                      | 29                                      | 20                                      | 10                                      | 9                                                                           | 7                                                                           | 17                                                                          | NU                                                                          |                                                                             |                                                                             |                                                                             |                                                                             | 5                                                                           | 6                                                                           | 6                                                                           | 12                                                                          | 11                                                                          | 10                                                                          | NU                                                                          |                                                                             |                                                                             | 24                                                                          |
| 14   | Tomasz Czopik                           | NK                                      |                                         |                                         | 7                                       | 7                                                                           | 5                                                                           | 8                                                                           | NU                                                                          |                                                                             | NU                                                                          | 8                                                                           |                                                                             |                                                                             |                                                                             |                                                                             |                                                                             |                                                                             |                                                                             |                                                                             |                                                                             |                                                                             | 20                                                                          |
| 15   | Szymon Kornicki                         | 11                                      | 12                                      | 11                                      | 27                                      | 12                                                                          | 16                                                                          | 14                                                                          | 12                                                                          | 11                                                                          | 12                                                                          | 9                                                                           | 9                                                                           | 8                                                                           | 7                                                                           | 8                                                                           | NK                                                                          | NU                                                                          |                                                                             | NU                                                                          | 5                                                                           |                                                                             | 20                                                                          |
| 16   | Marcin Gagacki                          | 9                                       | 10                                      | 9                                       | 13                                      | 10                                                                          | 8                                                                           | 16                                                                          | 18                                                                          | 15                                                                          | 19                                                                          | 11                                                                          | 12                                                                          |                                                                             |                                                                             |                                                                             | 11                                                                          | 10                                                                          | 9                                                                           |                                                                             |                                                                             |                                                                             | 12                                                                          |
| 17   | Aleksander Zawada                       | 16                                      | 15                                      | 16                                      | 16                                      | 16                                                                          | 12                                                                          | 19                                                                          | 15                                                                          | 14                                                                          | 11                                                                          | 10                                                                          | 8                                                                           | 9                                                                           | 9                                                                           | 9                                                                           | 13                                                                          | NU                                                                          |                                                                             | NK                                                                          | NU                                                                          |                                                                             | 10                                                                          |
| 18   | Sylwester Płachytka                     | 31                                      | 22                                      | 28                                      |                                         |                                                                             |                                                                             | 22                                                                          | 17                                                                          | 17                                                                          | 28                                                                          | 15                                                                          | 22                                                                          | 11                                                                          | 11                                                                          | 11                                                                          | 25                                                                          | NU                                                                          |                                                                             | 9                                                                           | 9                                                                           | 8                                                                           | 7                                                                           |
| 19   | Aron Domżała                            | 29                                      | 21                                      | 24                                      |                                         |                                                                             |                                                                             |                                                                             |                                                                             |                                                                             |                                                                             |                                                                             |                                                                             | 10                                                                          | 10                                                                          | 10                                                                          | NK                                                                          | NK                                                                          | NK                                                                          |                                                                             |                                                                             |                                                                             | 3                                                                           |
| 20   | Radosław Typa                           | 15                                      | 13                                      | 13                                      | 8                                       | NU                                                                          |                                                                             | NU                                                                          | 13                                                                          |                                                                             | NU                                                                          |                                                                             |                                                                             |                                                                             |                                                                             |                                                                             | 15                                                                          | 15                                                                          | 13                                                                          |                                                                             |                                                                             |                                                                             | 3                                                                           |
| 21   | Tomasz Kasperczyk                       | 35                                      | 25                                      | 34                                      | 22                                      | 15                                                                          | 14                                                                          | 24                                                                          | 24                                                                          | 22                                                                          | 18                                                                          | NU                                                                          |                                                                             | 13                                                                          | 13                                                                          | 13                                                                          | NK                                                                          | NU                                                                          |                                                                             | 12                                                                          | 12                                                                          | 9                                                                           | 2                                                                           |
| 22   | Paweł "Felix" Danilczuk                 | 21                                      | 28                                      | 21                                      | 12                                      | 14                                                                          | 11                                                                          | 18                                                                          | 22                                                                          | 16                                                                          | 13                                                                          | 12                                                                          | 10                                                                          |                                                                             |                                                                             |                                                                             | NU                                                                          | 12                                                                          |                                                                             | 11                                                                          | 16                                                                          | 10                                                                          | 2                                                                           |
| 23   | Dariusz Poloński                        | NU                                      | 20                                      |                                         |                                         |                                                                             |                                                                             | 21                                                                          | 19                                                                          | 19                                                                          | 25                                                                          | 17                                                                          | 18                                                                          |                                                                             |                                                                             |                                                                             | NU                                                                          | 17                                                                          |                                                                             | 14                                                                          | 10                                                                          | 11                                                                          | 1                                                                           |
| 24   | Marcin Scheffler                        | 17                                      | 16                                      | 17                                      |                                         |                                                                             |                                                                             | 26                                                                          | 23                                                                          | 23                                                                          | 15                                                                          | 14                                                                          | 13                                                                          |                                                                             |                                                                             |                                                                             | 17                                                                          | 16                                                                          | 14                                                                          | 10                                                                          | 18                                                                          | 13                                                                          | 1                                                                           |
| NK   | Grzegorz Grzyb                          | NU                                      |                                         |                                         |                                         |                                                                             |                                                                             |                                                                             |                                                                             |                                                                             | 1                                                                           | 4                                                                           | 3                                                                           |                                                                             |                                                                             |                                                                             | NU                                                                          |                                                                             |                                                                             |                                                                             |                                                                             |                                                                             | (33)                                                                        |
| NK   | Michał Kościuszko                       |                                         |                                         |                                         |                                         |                                                                             |                                                                             |                                                                             |                                                                             |                                                                             |                                                                             |                                                                             |                                                                             |                                                                             |                                                                             |                                                                             | 5                                                                           | 3                                                                           | 3                                                                           |                                                                             |                                                                             |                                                                             | (26)                                                                        |
| NK   | Krzysztof Hołowczyc                     |                                         |                                         |                                         |                                         |                                                                             |                                                                             |                                                                             |                                                                             |                                                                             |                                                                             |                                                                             |                                                                             |                                                                             |                                                                             |                                                                             | 4                                                                           | 4                                                                           | 4                                                                           |                                                                             |                                                                             |                                                                             | (24)                                                                        |
| NK   | Michał Sołowow                          |                                         |                                         |                                         |                                         |                                                                             |                                                                             |                                                                             |                                                                             |                                                                             |                                                                             |                                                                             |                                                                             |                                                                             |                                                                             |                                                                             | 3                                                                           | 7                                                                           | 5                                                                           |                                                                             |                                                                             |                                                                             | (20)                                                                        |
| NK   | Zbigniew Staniszewski                   |                                         |                                         |                                         |                                         |                                                                             |                                                                             |                                                                             |                                                                             |                                                                             |                                                                             |                                                                             |                                                                             |                                                                             |                                                                             |                                                                             | 6                                                                           | 5                                                                           | 6                                                                           |                                                                             |                                                                             |                                                                             | (16)                                                                        |
|      | Klucz punktacji: 15-12-10-8-6-5-4-3-2-1 | Klucz punktacji: 15-12-10-8-6-5-4-3-2-1 | Klucz punktacji: 15-12-10-8-6-5-4-3-2-1 | Klucz punktacji: 15-12-10-8-6-5-4-3-2-1 | Klucz punktacji: 15-12-10-8-6-5-4-3-2-1 | Oznaczenia: NU – nie ukończył, DK – dyskwalifikacja, NK – niesklasyfikowany | Oznaczenia: NU – nie ukończył, DK – dyskwalifikacja, NK – niesklasyfikowany | Oznaczenia: NU – nie ukończył, DK – dyskwalifikacja, NK – niesklasyfikowany | Oznaczenia: NU – nie ukończył, DK – dyskwalifikacja, NK – niesklasyfikowany | Oznaczenia: NU – nie ukończył, DK – dyskwalifikacja, NK – niesklasyfikowany | Oznaczenia: NU – nie ukończył, DK – dyskwalifikacja, NK – niesklasyfikowany | Oznaczenia: NU – nie ukończył, DK – dyskwalifikacja, NK – niesklasyfikowany | Oznaczenia: NU – nie ukończył, DK – dyskwalifikacja, NK – niesklasyfikowany | Oznaczenia: NU – nie ukończył, DK – dyskwalifikacja, NK – niesklasyfikowany | Oznaczenia: NU – nie ukończył, DK – dyskwalifikacja, NK – niesklasyfikowany | Oznaczenia: NU – nie ukończył, DK – dyskwalifikacja, NK – niesklasyfikowany | Oznaczenia: NU – nie ukończył, DK – dyskwalifikacja, NK – niesklasyfikowany | Oznaczenia: NU – nie ukończył, DK – dyskwalifikacja, NK – niesklasyfikowany | Oznaczenia: NU – nie ukończył, DK – dyskwalifikacja, NK – niesklasyfikowany | Oznaczenia: NU – nie ukończył, DK – dyskwalifikacja, NK – niesklasyfikowany | Oznaczenia: NU – nie ukończył, DK – dyskwalifikacja, NK – niesklasyfikowany | Oznaczenia: NU – nie ukończył, DK – dyskwalifikacja, NK – niesklasyfikowany | Oznaczenia: NU – nie ukończył, DK – dyskwalifikacja, NK – niesklasyfikowany |

| Kolor     | Opis                   |
| --------- | ---------------------- |
| Złoty     | Zwycięzca              |
| Srebrny   | 2. miejsce             |
| Brązowy   | 3. miejsce             |
| Zielony   | Punktowane miejsce     |
| Niebieski | Ukończył nie punktował |
| Fioletowy | Nie ukończył NU        |
| Czarny    | Wykluczony X           |
| Biały     | Nie wystartował NW     |
| Puste     | Nie brał udziału       |

## Zwycięzcy klas, zespoły i kluby
W wykazach przedstawiających zwycięzców poszczególnych klas pogrubioną czcionką zaznaczono kierowców i pilotów, którzy zdobyli tytuły mistrza, wicemistrza i drugiego wicemistrza Polski.

### Klasyfikacja Grupy N[3]
| Msc | Kierowca         | Pilot                 | Punkty |
| --- | ---------------- | --------------------- | ------ |
| 1   | Marcin Gagacki   | Marcin Bilski         | 165    |
| 2   | Felix            | Maciej Gleixner       | 139    |
| 3   | Mariusz Nowocień | Bartłomiej Jakubowski | 126    |

### Klasyfikacja klasy 2WD[4]
| Msc | Kierowca            | Pilot          | Punkty |
| --- | ------------------- | -------------- | ------ |
| 1   | Jan Chmielewski     | Robert Hundla  | 241    |
| 2   | Szymon Kornicki     | -              | 149    |
| 3   | Radosław Raczkowski | Łukasz Gwiazda | 127    |

### Klasyfikacja klasy 2[5]
| Msc | Kierowca             | Pilot            | Punkty |
| --- | -------------------- | ---------------- | ------ |
| 1   | Kajetan Kajetanowicz | Jarosław Baran   | 186    |
| 2   | Maciej Rzeźnik       | Przemysław Mazur | 106    |
| 3   | Wojciech Chuchała    | Kamil Heller     | 104    |

### Klasyfikacja klasy 5[6]
| Msc | Kierowca            | Pilot          | Punkty |
| --- | ------------------- | -------------- | ------ |
| 1   | Jan Chmielwski      | Robert Hundla  | 135    |
| 2   | Szymon Kornicki     | -              | 86     |
| 3   | Radosław Raczkowski | Łukasz Gwiazda | 82     |

### Klasyfikacja klasy 8[7]
| Msc | Kierowca            | Pilot               | Punkty |
| --- | ------------------- | ------------------- | ------ |
| 1   | Herbi               | Bartosz Holdenmayer | 71     |
| 2   | Mirosław Włodarczyk | Krzysztof Grzenia   | 58     |
| 3   | Łukasz Lewandowski  | Łukasz Włoch        | 53     |

### Klasyfikacja klasie Open[8]
| Msc | Kierowca     | Pilot            | Punkty |
| --- | ------------ | ---------------- | ------ |
| 1   | Mariusz Stec | Zbigniew Gruszka | 5      |

### Klasyfikacja klasy HR[9]
| Msc | Kierowca          | Pilot            | Punkty |
| --- | ----------------- | ---------------- | ------ |
| 1   | Paweł Hankiewicz  | Jarosław Hryniuk | 33     |
| 2   | Paweł Winczaszek  | Paweł Skrzywan   | 21     |
| 3   | Antoni Malinowski | -                | 14     |

### Klasyfikacja klasy CET[10]
| Msc | Kierowca         | Pilot             | Punkty |
| --- | ---------------- | ----------------- | ------ |
| 1   | Marcin Scheffler | Szymon Marciniak  | 96     |
| 2   | Rafał Janczak    | Michał Grudziński | 69     |
| 3   | Dariusz Poloński | Grzegorz Dobosz   | 58     |

### Klasyfikacja Zespołów Sponsorskich[11]
| Msc | Zespół                     | Punkty |
| --- | -------------------------- | ------ |
| 1   | Lotos Rally Team           | 85     |
| 2   | Platinum Subaru Rally Team | 68     |
| 3   | Inter Cars Castrol TRW     | 53     |

### Klasyfikacja Zespołów Producenckich[12]
| Msc | Zespół | Punkty |
| --- | ------ | ------ |
| 1   | Subaru | 13     |